# Vani (gemeente)
Vani (Georgisch: ვანის მუნიციპალიტეტი, Vanis moenitsipaliteti) is een gemeente in het westen van Georgië met 18.828 inwoners (2024), gelegen in de regio (mchare) Imereti. De gelijknamige stad is het bestuurlijke centrum van de gemeente, die een oppervlakte heeft van 557 km². De gemeente is grotendeels gesitueerd in het Meschetigebergte, terwijl het noordelijke deel in Colchis-laagland ligt langs de Rioni.

## Geschiedenis
Net als andere delen van het oude Colchis was Vani al sinds de oudheid bewoond. Bij de stad Vani ligt een van de belangrijkste archeologische vindplaatsen van Georgië. Na het uiteenvallen van het Koninkrijk Georgië in de 15e eeuw lag het gebied van Vani in het koninkrijk Imeretië dat door zowel het Ottomaanse Rijk als Safavidisch Perzië werd bevochten. Na de Vrede van Amasya in 1555 werd het gebied tot de 18e eeuw gedomineerd door de Ottomanen. Vanaf de 18e eeuw verloren de Turken het gezag in het gebied.

### Russisch gezag

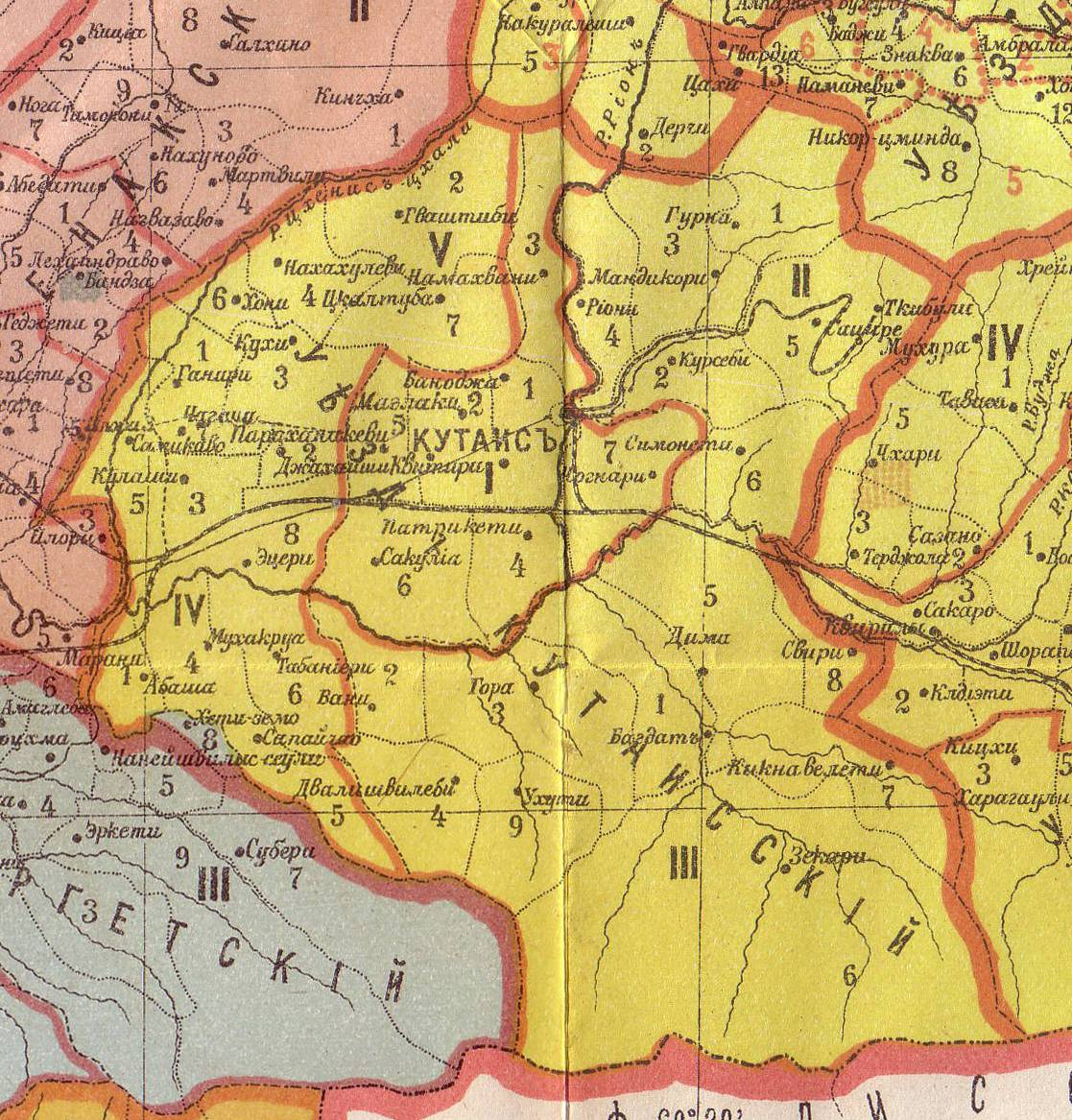
Oejezd Koetais in 1886 (III oetsjastok Baghdati)

In 1810 werd Imeretië door het Russisch Rijk geannexeerd en werd de Russische bestuurlijke indeling geadopteerd. Het vorstendom Imeretië werd Oblast Imeretië, dat in 1840 opgenomen werd in het gouvernement Georgië-Imeretië dat geheel Georgië besloeg.
In 1846 werden oost- en west-Georgië weer gescheiden en werd het gebied van Vani bestuurlijk ingedeeld bij het gouvernement Koetais. Het werd hierbinnen onderdeel van het okroeg (later oejezd) Koetaisi. Hierbinnen viel het grootste deel van het hedendaagse Vani onder het gemeentelijk district (oetsjastok) Baghdati (Russisch: Багдадскій участокъ, Bagdadski oetsjastok).

### Moderne indeling
Er volgden bestuurlijke herindelingen in de periode 1917-1930 door de tussenkomst van de Democratische Republiek Georgië en de vorming van de Sovjet-Unie. Tijdens de grote bestuurlijke hervormingen in 1930 van de Georgische sovjetrepubliek werd de moderne bestuurlijke eenheid Vani als rajon (district) opgericht, met Vani als districtscentrum.
Na de onafhankelijkheid van Georgië werd het district in 1995 ingedeeld bij de nieuw gevormde regio (mchare) Imereti en werd het district in 2006 omgevormd tot gemeente.

## Geografie
Vani ligt geheel ten zuiden van de Rioni die de gemeentelijke noordgrens vormt met Tskaltoebo en Samtredia. Het grootste deel van de gemeente ligt in het Meschetigebergte en alle bewoonde plaatsen van de gemeente zijn te vinden in het noordelijke voorgebergte ervan en aan de rand van de Rionivallei.
Het Meschetigebergte is een groot en ontoegankelijk gebergte langs de zuidoevers van de Rioni. De hoogste top van het gebergte, de 2850 meter hoge Mepistkaro, ligt in het uiterste zuiden van Vani op de gemeentegrens met Tsjochataoeri (regio Goeria)en Adigeni (regio Samtsche-Dzjavacheti).
Verder grenst de gemeente in het oosten aan Baghdati, voor een groot deel door de rivier Tsablarastskali gevormd. De belangrijkste rivierkloof is de Soelori in het Meschetigebergte, waar verschillende nederzettingen liggen. In het dorp Soelori is een balneologisch resort.

## Demografie
Begin 2024 telde de gemeente Vani 18.828 inwoners, een daling van 23% ten opzichte van de volkstelling van 2014. Het aantal inwoners in de hoofdplaats Vani daalde met 14%.
| Gemeente Vani                                                           | - | - | 43.97 | 40.999 | 41.505 | 38.346 | 35.369 | 34.464 | 24.512 | 21.645 | 18.828 |
| Vani (stad)                                                             | - | - | 3,466 | 2.691  | 3.779  | 4.060  | 6.576  | 4.641  | 3.744  | 3.512  | 3.209  |
| Verantwoording data: Bevolkingsstatistiek Georgië 1897 tot heden. Noot: |   |   |       |        |        |        |        |        |        |        |        |

### Etniciteit en religie
De bevolking van de gemeente was volgens de volkstelling van 2014 vrijwel geheel mono-etnisch Georgisch (99,8%). De belangrijkste etnische minderheden waren enkele tientallen Russen en kleine aantallen Oekraïners, Pontische Grieken en  Armeniërs. Vrijwel alle inwoners waren volgens de volkstelling Georgisch-Orthodox (98,4%). De enige significant religieuze minderheid waren moslims (0,8%) en enkele tientallen jehova's.

## Administratieve onderverdeling

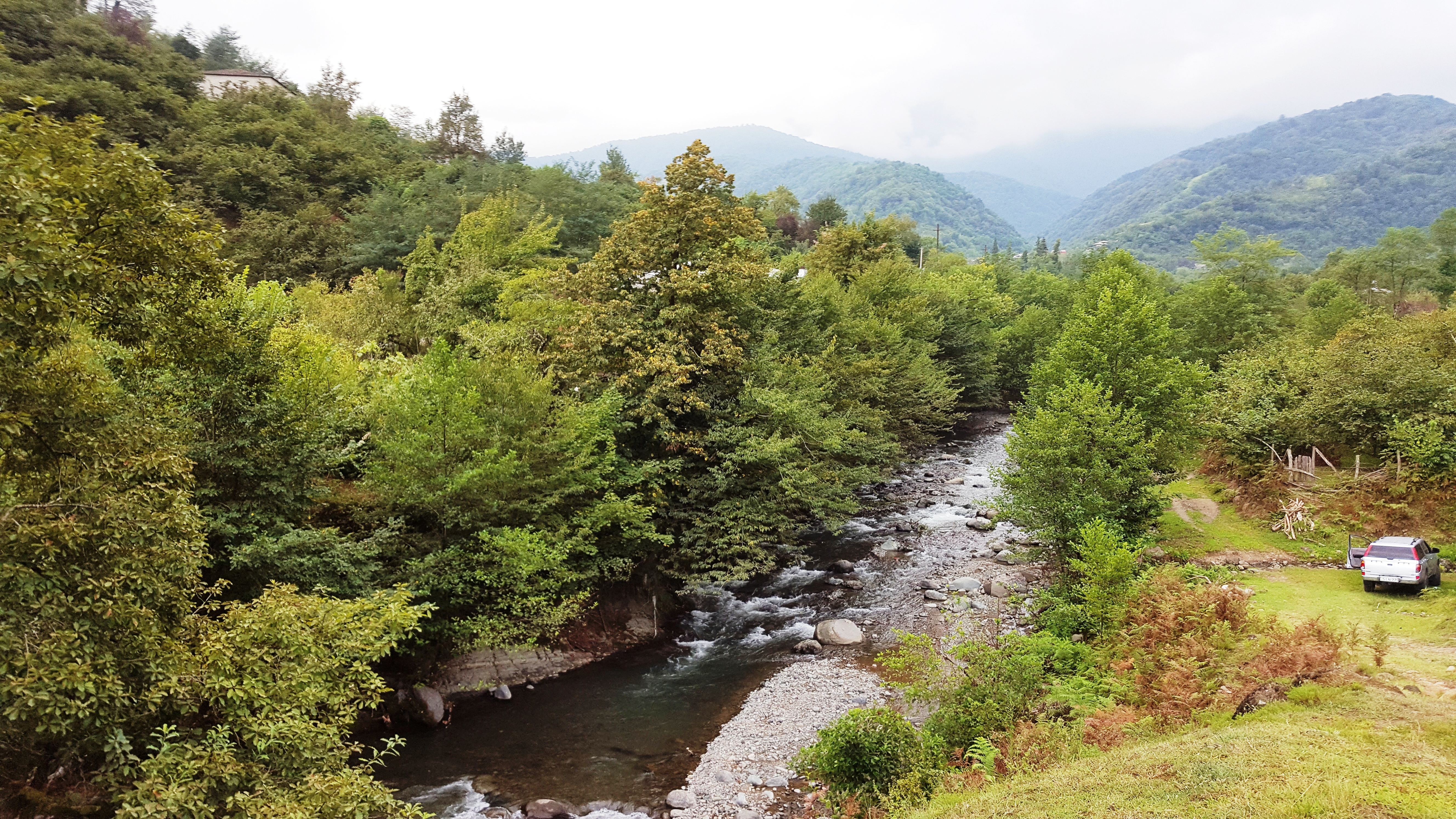
Soelori-vallei

De gemeente Vani is administratief onderverdeeld in 20 gemeenschappen (თემი, temi) met in totaal 41 dorpen (სოფელი, sopeli) en één stad (ქალაქი, kalaki), het bestuurlijk centrum Vani.

## Bestuur
De gemeenteraad van Vani (Georgisch: საკრებულო, sakreboelo) wordt elke vier jaar gekozen in een gemengd kiesstelsel. Een deel wordt via enkelvoudige kiesdistricten gekozen en een deel via evenredige vertegenwoordiging van gesloten partijlijsten, waarvoor een kiesdrempel geldt van drie procent.
| Samenstelling Sakreboelo (zetels per partij) | Samenstelling Sakreboelo (zetels per partij) | Samenstelling Sakreboelo (zetels per partij) | Samenstelling Sakreboelo (zetels per partij) | Samenstelling Sakreboelo (zetels per partij) |
| Partij                                       | Partij                                       | 2014                                         | 2017                                         | 2021                                         |
| -------------------------------------------- | -------------------------------------------- | -------------------------------------------- | -------------------------------------------- | -------------------------------------------- |
|                                              | Georgische Droom (GD)                        | 24                                           | 30                                           | 23                                           |
|                                              | Verenigde Nationale Beweging (UNM)           | 4                                            | 2                                            | 6                                            |
|                                              | Boerdzjanadze - Verenigde Oppositie          | 5                                            |                                              |                                              |
|                                              | Overige partijen                             | 2                                            | 3                                            | 1                                            |
| Totaal                                       | Totaal                                       | 35                                           | 35                                           | 30                                           |

## Bezienswaardigheden

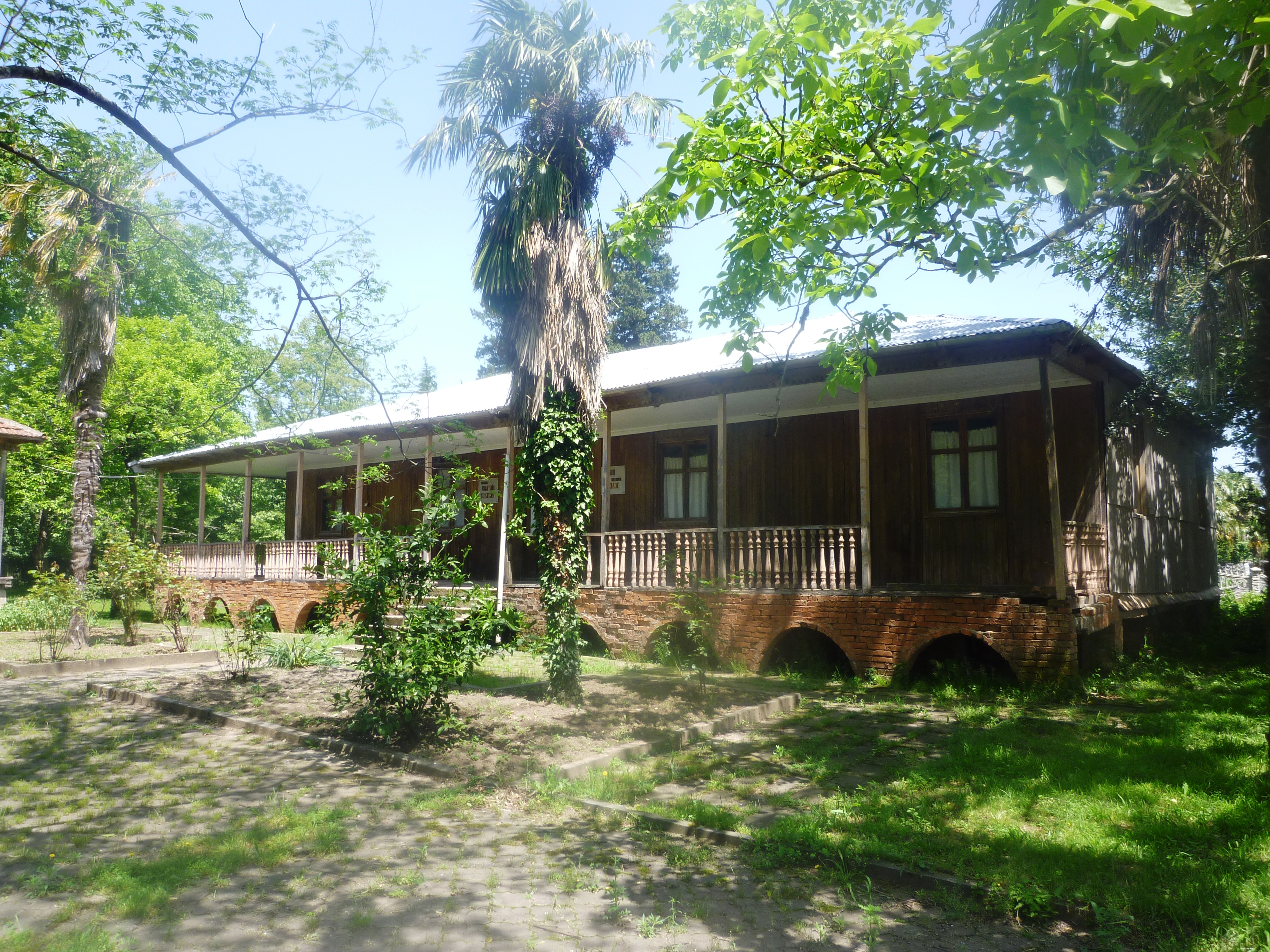
Huismusea van de dichters Tabidze

- Vani Archeologisch Museum, opgericht in 1985 en sinds 2006 onderdeel van het Nationaal Museum Georgië.[23]
- Synagoge uit de 19e eeuw in het gemeentelijk centrum Vani.[24]
- Soelori riviervallei en het balneologisch resort in het dorp Soelori met 32 individuele baden.[25]
- Huismusea van Galaktion Tabidze en Titsian Tabidze aan de Rioni bij Tsjkvisji. De twee neven waren beiden belangrijke en invloedrijke Georgische dichters van de vroege 20e eeuw. Titsian werd tijdens de Grote Zuivering in 1937 geëxecuteerd terwijl Galaktion in 1959 in een psychiatrische instelling in Tbilisi zelfmoord pleegde na jaren van depressie. Hij wordt gezien als een van de grootste Georgische dichters. De twee huismusea staan naast elkaar en hebben een aparte expositieruimte.[26]

## Vervoer
De belangrijkste doorgaande route door de gemeente is de nationale route Sh13 vanaf de S12 bij Dapnari via Vani naar Baghdati. 